# Fimbristylis pterygosperma
Fimbristylis pterygosperma är en halvgräsart som beskrevs av Robert Brown. Fimbristylis pterygosperma ingår i släktet Fimbristylis och familjen halvgräs. Inga underarter finns listade i Catalogue of Life.